# Diotarus pupus
Diotarus pupus är en insektsart som beskrevs av Bolívar, I. 1887. Diotarus pupus ingår i släktet Diotarus och familjen torngräshoppor. Inga underarter finns listade i Catalogue of Life.